# Nyctemera
Nyctemera (лат.) — род бабочек из подсемейства медведиц (Arctiinae) семейства эребид (Erebidae). 

## Описание
Усики двусторонне гребенатые. Крылья серые, коричневато-серые или черноватые с белыми пятнами

## Систематика
При относительно сходной форме крыльев и не сильно различающемуся рисунку крыльев, внутреннее строение видов рода очень разнообразно. Поэтому в дальнейшем род будет разделён на большое число более мелких родов. Это уже было сделано для африканских видов, где в самостоятельные роды выделены: 
- Chiromachla Strand, 1909 (типовой вид Nyctemera leuconoe Hopffer, 1858) - 10 видов
- Podomachla Strand, 1909 (типовой вид Nyctemera apicalis Walker, 1854) - 8 видов
- Afronyctemera Dubatolov, 2006 (типовой вид Deilemera itokina Aurivillius, 1904) - 1 вид

Позднее в эту группу были включены Parachelonia Aurivillius, 1899 [1900] - около 6 видов.
Такого же уровня различия между "подродами" из Евразии, Австралии, Новой Зеландии: 
- Nyctemera Hübner, [1820] (типовой вид Phalaena lacticinia Cramer, 1777) - 25 видов
- Orphanos Hübner, [1825] (типовой вид Phalaena tripunctaria Linnaeus, 1758) - 16 видов
- Dondera Moore, 1877[4] (типовой вид Dondera alba Moore, 1877) (=Arctata Roepke, 1949, типовой вид Nyctemera arctata Walker, 1856) - 18 видов
- Deilemera Hübner, [1820] (типовой вид Phalaena evergista Stoll, 1781) - 9 видов
- Coleta Roepke, 1949 (типовой вид Phalaena coleta Stoll, 1781) - 2 вида
- Luctuosana de Vos, 2010 (типовой вид Leptosoma luctuosum Snellen van Vollenhoven, 1863) - 6 видов
- Tritomera de Vos et Dubatolov, 2010 (типовой вид Nyctemera trita Walker, 1854) - 1 вид

## Распространение
Виды данного рода встречаются в Африке, на Мадагаскаре и Ориентальной области, Индонезии, Австралии, Новой Гвинее, Новой Зеландии, западной части Океании.

## Классификация
В мировой фауне около 100 видов, в это число входят виды всех близких африканских родов, а также азиатско-австралийских родов или подродов. Типовой вид Nyctemera lacticinia (Cramer, 1777).